# Jamestown, Sfânta Elena
Jamestown este capitala insulei Sfânta Elena.

## Date generale
Este situat pe coasta de nord-vest a insulei, este portul insulei, cu facilități de descărcare a mărfurilor livrate pe insulă. Este centrul drumurilor de pe insulă și rețelelor de comunicații. Ea a fost fondată atunci când coloniștii englezi s-au stabilit pe insulă în 1659; Sfânta Elena este a doua colonie ca vechime care a rămas britanicilor, după Bermuda.

## Istoria
Jamestown a fost fondat în 1659 de către Compania Britanică a Indiilor de Est și numit după James, Duce de York, viitorul rege James II-lea al Angliei. Un fort, inițial numit Castelul Sfântul Ioan, a fost finalizat în termen de o lună și s-au construit case în continuare pe vale în sus.

## Demografia
În 2008 avea o populație de 714, comparativ cu o populație de 884 în 1998. Populația orașului a fost în scădere, în conformitate cu populația insulei care a scăzut, dar și ca rezultat al creșterii suburbiilor lui Jamestown, de exemplu Half Hollow Tree. Orașul nu mai este cea mai mare așezare de pe insulă - ambele Half Tree Hollow și Saint Paul sunt ceva mai populate.

## Statutul formal
Jamestown este formal un oraș, un statut acordat de Regina Victoria în 1859, și numele său complet este "Orașul lui James Town".

## Clima
Jamestown are un climat arid, cu temperaturi în esență coerente pe tot parcursul anului. În ciuda faptului că orașul are un climat arid, temperaturile sale sunt moderate de ocean. Temperaturile  sunt cuprinse între 21-28 ° C în timpul verii (ianuarie-aprilie) și 17-24 ° C în restul anului.

## Galerie de imagini

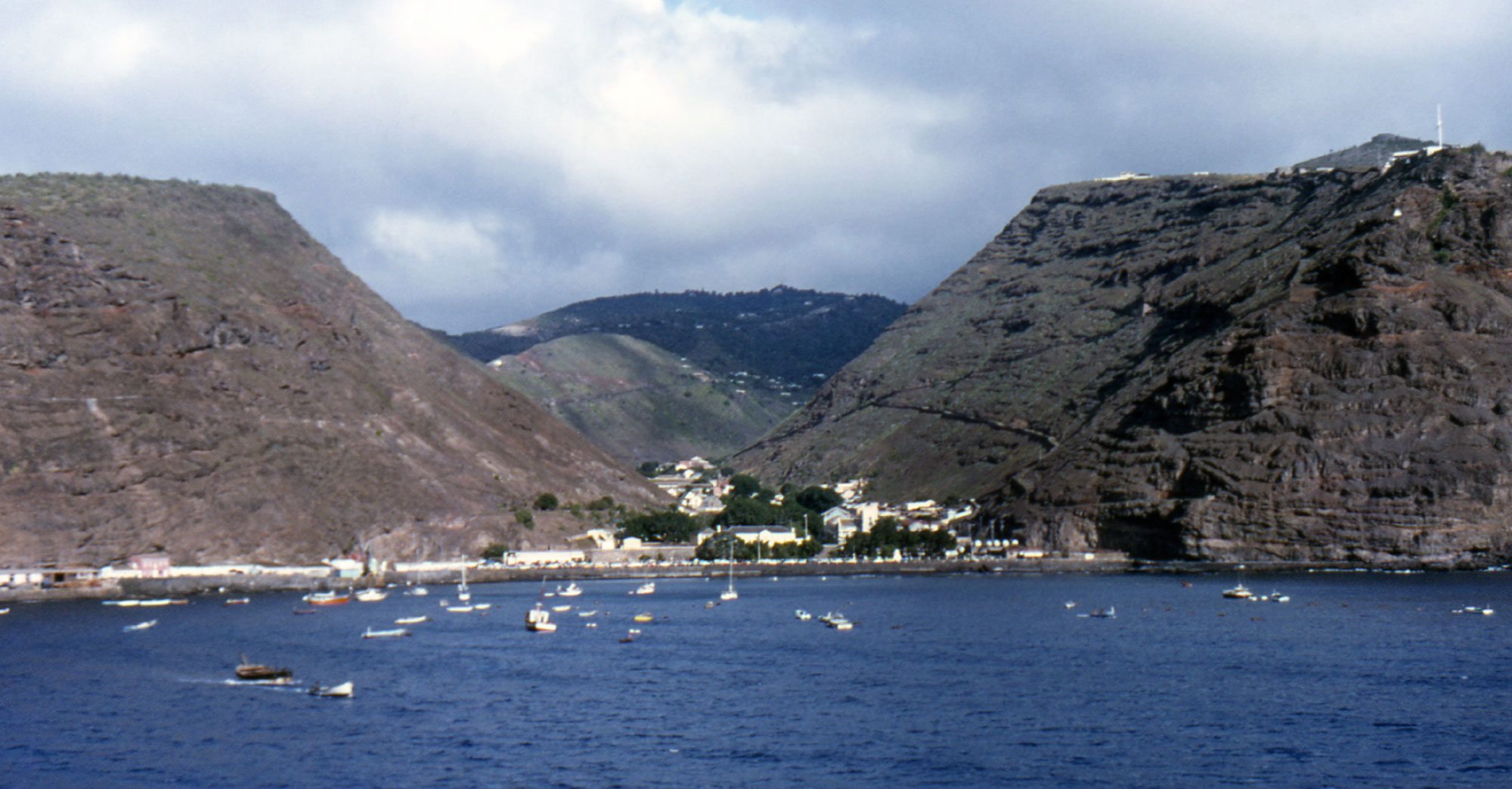
Vedere dinspre mare
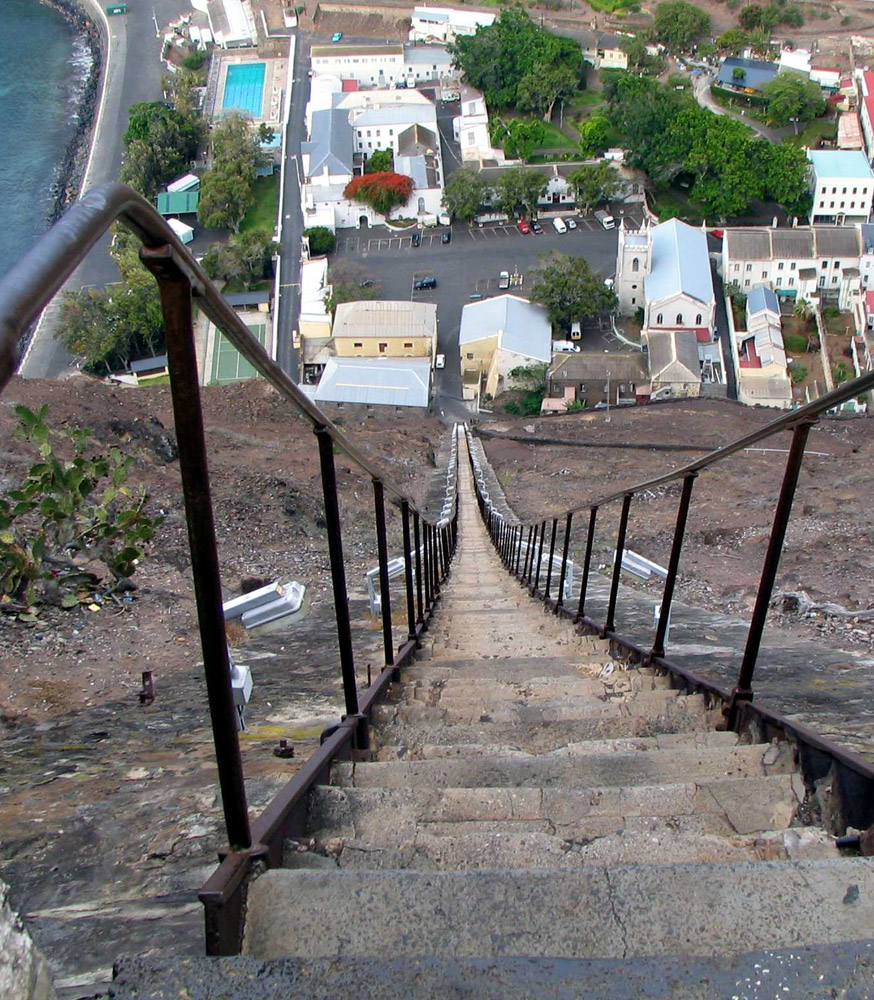
Jacob's Ladder
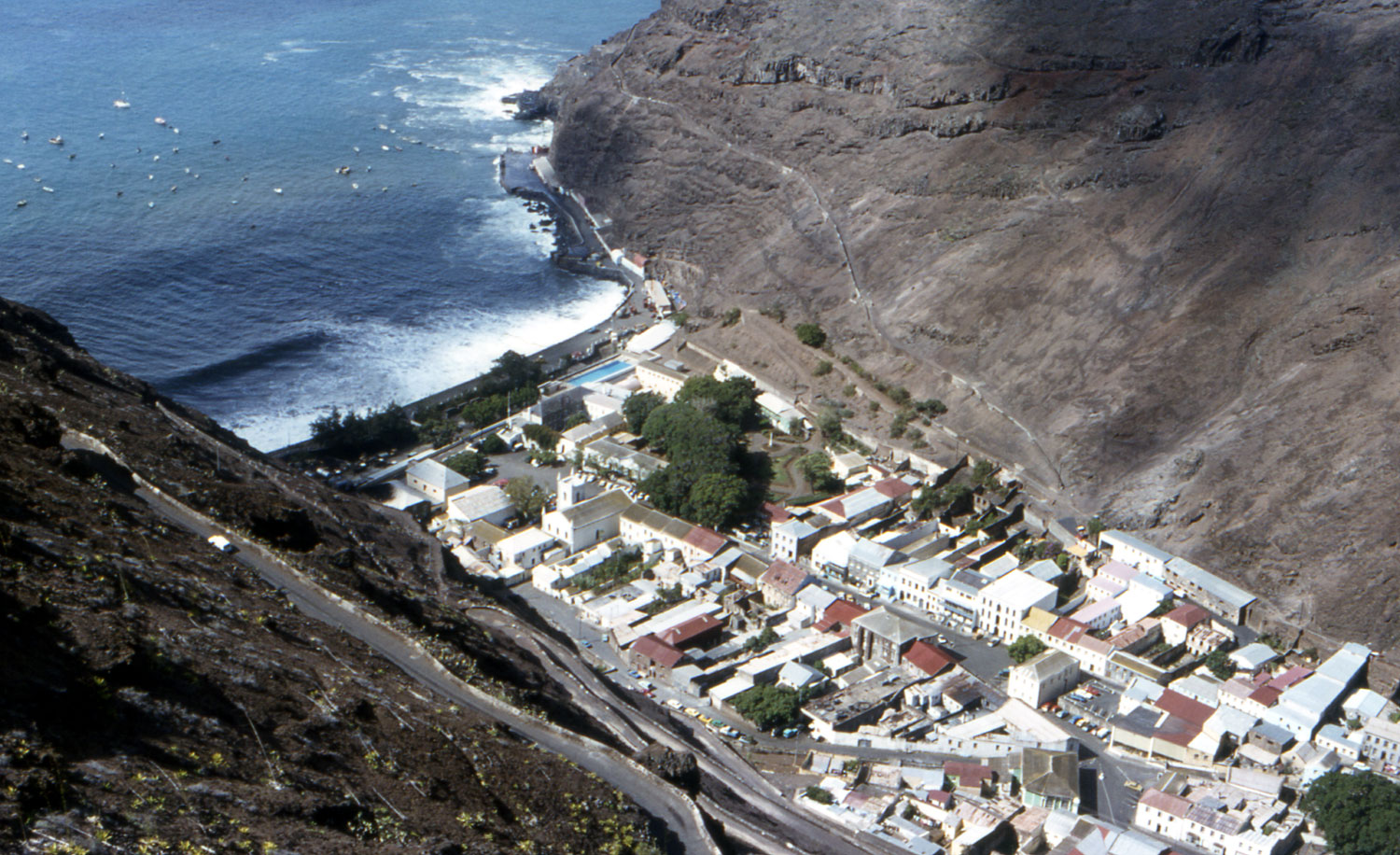
Vedere din 1985